# Autrigones
Los autrigones eran un pueblo prerromano establecido en el norte de la península ibérica, en la actual España. Su territorio se correspondía con algunas zonas limítrofes entre las actuales provincias de La Rioja, Álava, Burgos, Cantabria y Vizcaya.

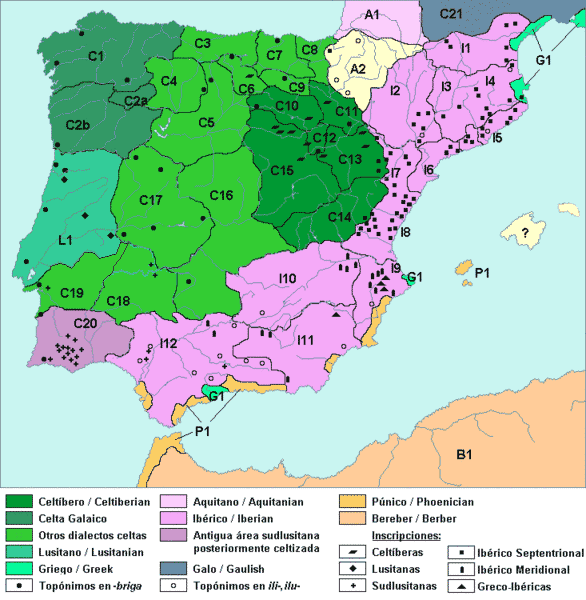
Familias lingüísticas de la península ibérica antes de la romanización
C1: Galaicos / C2b: Brácaros / C3: Cántabros / C4: Astures / C5: Vacceos / C6: Turmogos / C7: Autrigones-Caristios / C8: Várdulos / C9: Berones / C10: Pelendones / C11: Belos / C12: Lusones / C13: Titos / C14: Olcades / C15: Arévacos / C16: Carpetanos / C17: Vetones / C18-C19: Célticos / C20: Conios / L1: Lusitanos / I1: Ceretanos / I2: Ilergetes / I3: Lacetanos / I4: Indigetes / I5: Layetanos / I6: Ilercavones / I7: Sedetanos / I8: Edetanos / I9: Contestanos / I10: Oretanos / I11: Bastetanos / I12: Turdetanos / G21: Galos / G1: Griegos / P1: Fenicios/Cartagineses / B1: Bereberes.

La primera mención de los autrigones corresponde a Tito Livio, en el año 76 a. C., en la acción de Sertorio en Hispania. Estrabón hace mención de ellos en su libro Geographika, libro III, cap. 3, s. 7, con el nombre de allótrigones, quizá adaptando su nombre a una palabra griega más familiar para él que quiere decir «extraños».

## Territorio
El territorio de los autrigones ocuparía la actual comarca burgalesa de La Bureba, dónde estaba situada la antigua Virovesca, la mayor parte de Las Merindades y Comarca del Ebro, donde estaba situada Deobriga la actual Miranda de Ebro, así como los municipios cántabros de Valle de Villaverde, Guriezo, Liendo, Castro Urdiales y los vascos de Valle de Carranza, Trucios, Arcentales y Sopuerta.

### Sustrato cultural y romanización

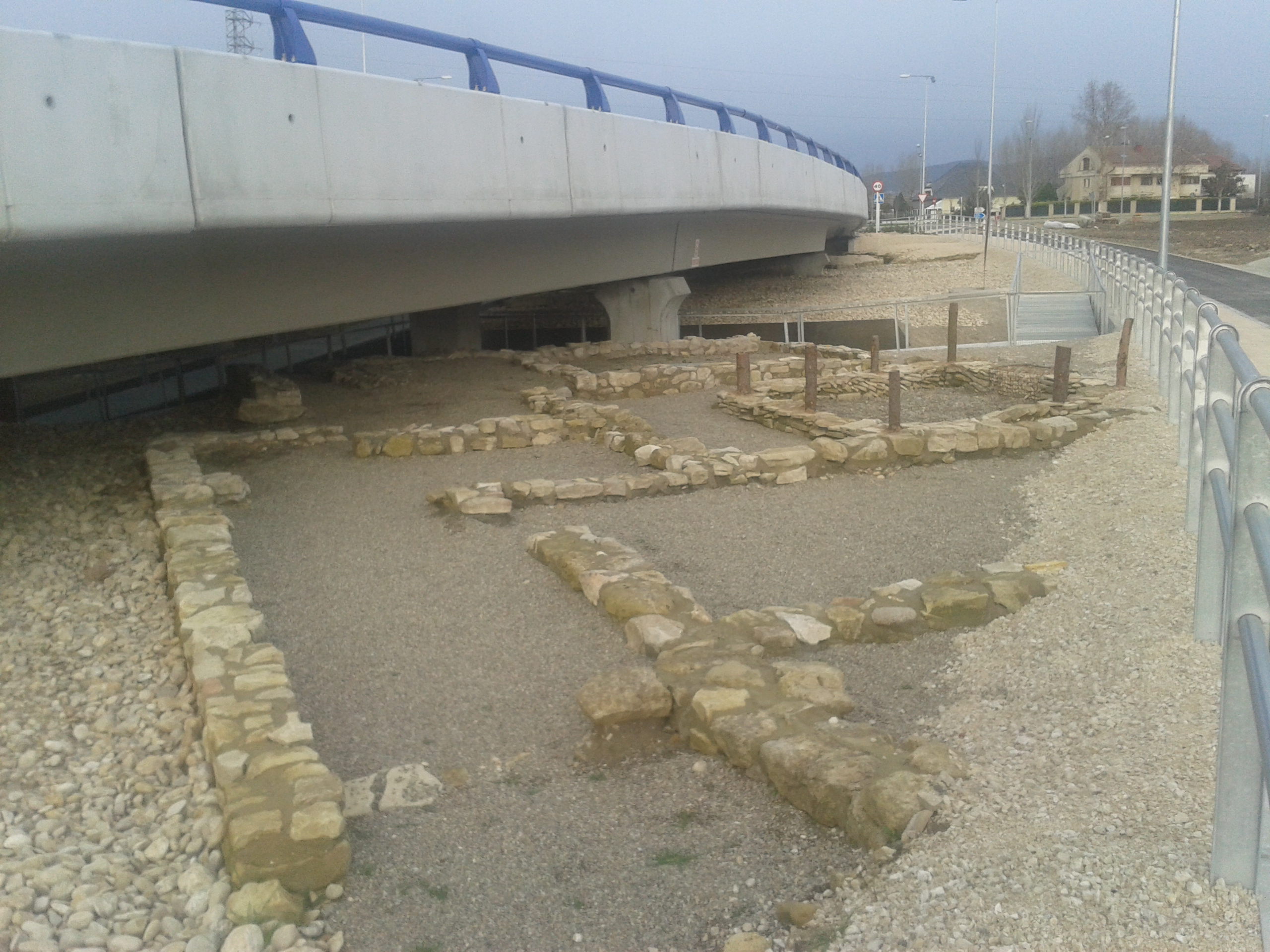
Yacimiento de Arce-Mirapérez (Deóbriga) en la actual Miranda de Ebro.

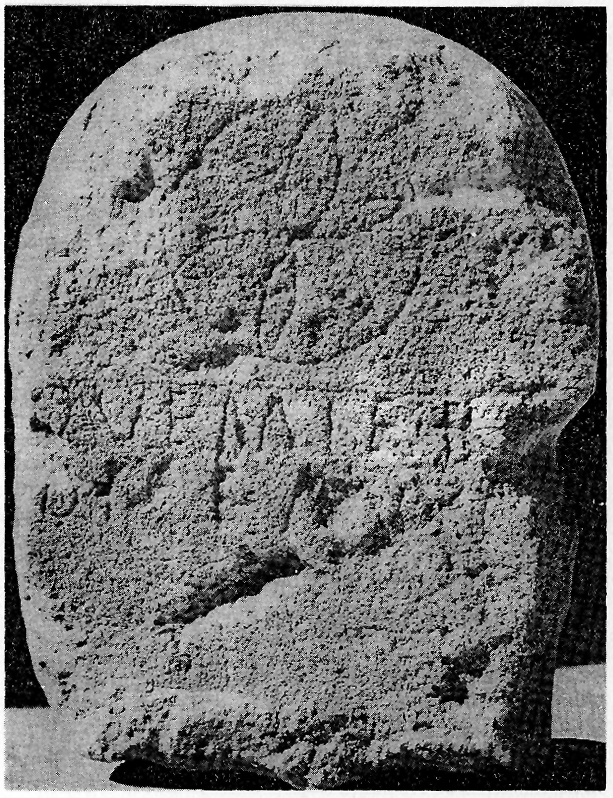
Estela funeraria de Quemia Monasterio de Rodilla.